# Puchar Narodów Afryki 2023 (kwalifikacje)/Grupa E
Grupa E jest jedną z dwunastu grup eliminacji do turnieju o Puchar Narodów Afryki 2023. Składa się z czterech wymienionych niżej reprezentacji:
- Ghana
- Madagaskar
- Angola
- Republika Środkowoafrykańska

## Tabela
| Msc. | Zespół                       | M | W | R | P | Br+ | Br- | +/- | Pkt |
| ---- | ---------------------------- | - | - | - | - | --- | --- | --- | --- |
| 1    | Ghana                        | 6 | 3 | 3 | 0 | 8   | 3   | +5  | 12  |
| 2    | Angola                       | 6 | 2 | 3 | 1 | 6   | 5   | +1  | 9   |
| 3    | Republika Środkowoafrykańska | 6 | 2 | 1 | 3 | 9   | 7   | +2  | 7   |
| 4    | Madagaskar                   | 6 | 0 | 3 | 3 | 1   | 9   | -8  | 3   |

|                              | Ghana | Madagaskar | Angola | Republika Środkowoafrykańska |
| ---------------------------- | ----- | ---------- | ------ | ---------------------------- |
| Ghana                        | X     | 3:0        | 1:0    | 2:1                          |
| Madagaskar                   | 0:0   | X          | 1:1    | 0:3                          |
| Angola                       | 1:1   | 0:0        | X      | 2:1                          |
| Republika Środkowoafrykańska | 1:1   | 2:0        | 1:2    | X                            |

## Wyniki

### Kolejka 1
| 1 czerwca 2022 18:00 CEST | Angola · Nzola 72' · Gelson 76' | 2:1(0:1)Raport | Republika Środkowoafrykańska · 32' Nlend | Estádio 11 de Novembro, Luanda Sędzia: Celso Alvação |
|                           |                                 |                |                                          |                                                      |

| 1 czerwca 2022 21:00 CEST | Ghana · Kudus 53' · Afena-Gyan 56' · Bukari 86' | 3:0(0:0)Raport | Madagaskar | Cape Coast Sports Stadium, Cape Coast Sędzia: Mahamadou Kéïta |
|                           |                                                 |                |            |                                                               |

### Kolejka 2
| 5 czerwca 2022 15:00 CEST | Madagaskar · Rakotoharimalala 36' | 1:1(1:1)Raport | Angola · 43' Gelson | Stade Municipal de Mahamasina, Antananarywa Sędzia: Thando Ndzandzeka |
|                           |                                   |                |                     |                                                                       |

| 5 czerwca 2022 15:00 CEST | Republika Środkowoafrykańska · Namnganda 41' | 1:1(1:1)Raport | Ghana · 17' Kudus | Estádio 11 de Novembro, Luanda Sędzia: Pierre Atcho |
|                           |                                              |                |                   |                                                     |

### Kolejka 3
| 23 marca 2023 14:00 CEST | Madagaskar | 0:3(0:2)Raport | Republika Środkowoafrykańska · 36' Ngoma · 44', 72' Mafouta | Stade Municipal de Mahamasina, Antananarywa Sędzia: Samuel Uwikunda |
|                          |            |                |                                                             |                                                                     |

| 23 marca 2023 17:00 CET | Ghana · Semenyo 90+6' | 1:0(0:0)Raport | Angola | Baba Yara Stadium, Kumasi Sędzia: Jean-Jacques Ndala |
|                         |                       |                |        |                                                      |

### Kolejka 4
| 27 marca 2023 15:00 CET | Republika Środkowoafrykańska · Mafouta 40', 82' | 2:0(1:0)Raport | Madagaskar | Stade de la Réunification, Duala Sędzia: Issa Mouhamed |
|                         |                                                 |                |            |                                                        |

| 27 marca 2023 18:00 CEST | Angola · João 51' (k.) | 1:1(0:0)Raport | Ghana · 72' Bukari | Estádio 11 de Novembro, Luanda Sędzia: Mahmoud Mansour |
|                          |                        |                |                    |                                                        |

### Kolejka 5
| 17 czerwca 2023 15:00 CEST | Republika Środkowoafrykańska · Kondogbia 46' | 1:2(0:1)Raport | Angola · 12' Gaspar · 86' Milson | Stade de la Réunification, Duala Sędzia: Redouane Jiyed |
|                            |                                              |                |                                  |                                                         |

| 18 czerwca 2023 16:00 CEST | Madagaskar | 0:0(0:0)Raport | Ghana | Stade Municipal de Mahamasina, Antananarywa Sędzia: Patrice Milazare |
|                            |            |                |       |                                                                      |

### Kolejka 6
| 7 września 2023 18:00 CEST | Angola | 0:0(0:0)Raport | Madagaskar | Estádio Nacional de Ombaka, Benguela Sędzia: Jalal Jiyed |
|                            |        |                |            |                                                          |

| 4 września 2023 18:00 CEST | Ghana · Kudus 43' · Nuamah 88' · | 2:1(1:1)Raport | Republika Środkowoafrykańska · 25' Mafouta | Baba Yara Stadium, Kumasi Sędzia: Kamaku Waweru |
|                            |                                  |                |                                            |                                                 |

## Strzelcy

### 5 goli
- Louis Mafouta

### 3 gole
- Mohammed Kudus

### 2 gole
- Gelson
- Osman Bukari

### 1 gol
- Kialonda Gaspar
- Lucas João
- Felício Milson
- M’Bala Nzola
- Felix Afena-Gyan
- Ernest Nuamah
- Antoine Semenyo
- Njiva Rakotoharimalala
- Geoffrey Kondogbia
- Karl Namnganda
- Isaac Ngoma
- Samuel Nlend